# Río Mapocho
 (octobre 2024).
Si vous disposez d'ouvrages ou d'articles de référence ou si vous connaissez des sites web de qualité traitant du thème abordé ici, merci de compléter l'article en donnant les références utiles à sa vérifiabilité et en les liant à la section « Notes et références ».
Le Mapocho est un cours d'eau du Chili, situé dans la région métropolitaine de Santiago au centre du pays et un affluent du Maipo.

## Géographie
Long de 110 kilomètres, il naît sur la précordillère dans la commune de Lo Barnechea. Son cours se dirige d'est en ouest et traverse les villes de Providencia, Santiago et Maipú. Il quitte alors l'agglomération de Santiago et se dirige vers le sud-ouest avant de se jeter dans le Maipo qui débouche dans l'océan Pacifique à Llolleo, ville côtière située à près de 70 kilomètres au sud de Valparaíso.